# Sofiane Khalfallah
Sofiane Khalfallah, né le 14 décembre 1968, est un ancien handballeur algérien.

## Biographie
Sofiane Khalfallah est un ailier droit durant les années 1980 et 1990.

### avec l'Équipe d'Algérie
Championnat d'Afrique junior
- Vainqueur du Championnat d'Afrique junior 1986 ( Algérie)
- Vainqueur du Championnat d'Afrique junior 1988 ( Tunisie)
- Vice champion d'Afrique des nations en egypte 1991.
- vice champion d'Afrique des nations 1994 en Tunisie.
- 3 ème place championnat d'Afrique en cote d'Ivoire 1992.
- médaille d'or jeux africain 1997 au Kenya.
- champion d'Afrique des clubs champions en Egypt 1988.
- champion d'Afrique des clubs champions au Maroc 1989.
- vice champion d'Afrique des clubs champions en Algérie 1991.
- 4 ème place au championnat du monde universitaire en Hollande 1991.
- partipation au jeux Méditerranée en grece 1991.
- qualification au 2 eme tour au championnat du monde espoirs en yougouslavie 1987.
- Qualification au 2 eme tour au championnat du monde Espagne 1989.

Championnats du monde
- 16e place au Championnat du monde 1990
- 16e place au championnat du monde 1995.

Jeux olympiques
- 10e place aux Jeux olympiques de 1996[1]